# نبع العاقورة
نبع العاقورة، نبع يقع في جرود بلاد جبيل اللبنانية. وهو أحد منابع نهر إبراهيم (نهر).